# Vista Hermosa, Santa Catarina Yosonotú
Vista Hermosa är en ort i Mexiko.   Den ligger i kommunen Santa Catarina Yosonotú och delstaten Oaxaca, i den sydöstra delen av landet, 300 km sydost om huvudstaden Mexico City. Vista Hermosa ligger 2 472 meter över havet och antalet invånare är 122.
Terrängen runt Vista Hermosa är huvudsakligen kuperad, men västerut är den bergig. Runt Vista Hermosa är det ganska glesbefolkat, med 26 invånare per kvadratkilometer. Närmaste större samhälle är Villa Chalcatongo de Hidalgo, 8,2 km öster om Vista Hermosa. I omgivningarna runt Vista Hermosa växer huvudsakligen savannskog.